# Barnabé Brisson (enginyer)
Barnabé Brisson (1777-1828), va ser un enginyer i matemàtic francès.
Va formar part de la primera promoció de l'École Polytechnique el 1794 i el 1798 va ingressar a l'École des Ponts et Chausées, essent nomenat enginyer ordinari el 1798 ingressant al cos d'enginyeria de l'Estat, institució a la qual va pertànyer tota la seva vida.
Després de treballar com enginyer al canal entre els rius Roine i Rin i al departament de l'Escalda (actualment a Bèlgica), va ser enviat al departament de Marne per reconstruir ponts, camins i edificis fets malbé per la guerra.
A partir de 1820, a París, va ser professor de l'École des Ponts et Chausées, de la que en va ser inspector general a partir de 1821. També va ser nomenat secretari del Consell Nacional de Ponts i Carreteres. Va mantenir tots aquests càrrec fins a la seva mort prematura el 1828.
El tret principal de l'obra de Brisson és la defensa de la geometria descriptiva com a eina fonamental de l'enginyeria. Deixeble fervent de Monge (estava casat amb la seva neboda), va dedicar-li un obituari el 1818 i va fer una nova edició de la seva Geometrie Descriptive el 1820. Això no vol dir que no estigués al cas dels avenços en anàlisi matemàtica, com ho demostren els seus treballs sobre equacions diferencials i sobre teoria general.
La seva principal obra és Essai sur le système gènèral de navigation intéríeure de la France (Paris, 1829), publicada de forma pòstuma pel seu successor a l'École des Ponts et Chausées i que és un gran tractat d'hidràulica i d'economia. Tot i que gran defensor dels canals per assegurar la mobilitat, també va afirmar que alguna forma de tren podia ser una alternativa viable en terrenys massa difícils pels canals.